# Verőce (Horvátország)
Verőce (horvátul: Virovitica, németül: Wirowititz) város Horvátországban, Verőce-Drávamente megye székhelye. Az egykori Verőce vármegye névadó települése.

## Fekvése
A település fontos utak kereszteződésénél keletkezett ott, ahol a festői Bilo-hegység és a Pannon síkság találkozik. Fekvésének jelentőségét az adja, hogy közel található a magyar határhoz, egyúttal itt halad át a Drávamenti főút és a Zágráb-Eszék vasútvonal is.

## A község települései
A hozzá tartozó települések: Csemernica, Golo Brdo, Jaszen, Korija, Milanovac, Podgorje, Rezovác, Rezovačke Krčevine és Szentgyörgy.

## Nevének eredete
Neve valószínűleg folyónévből ered, ez a régi szláv eredetű magyar Verőce (korábbi írásmód szerint Uereucea (= olyan víz, amelyben sok az örvény)). Más, kevéssé valószínű magyarázat szerint egykori pénzverdéjéről kapta a nevét. A mai horvát név (Virovitica) csak 1578-ban Antun Vramec zágrábi kanonok horvát nyelvű krónikájában tűnik fel először.

## Története

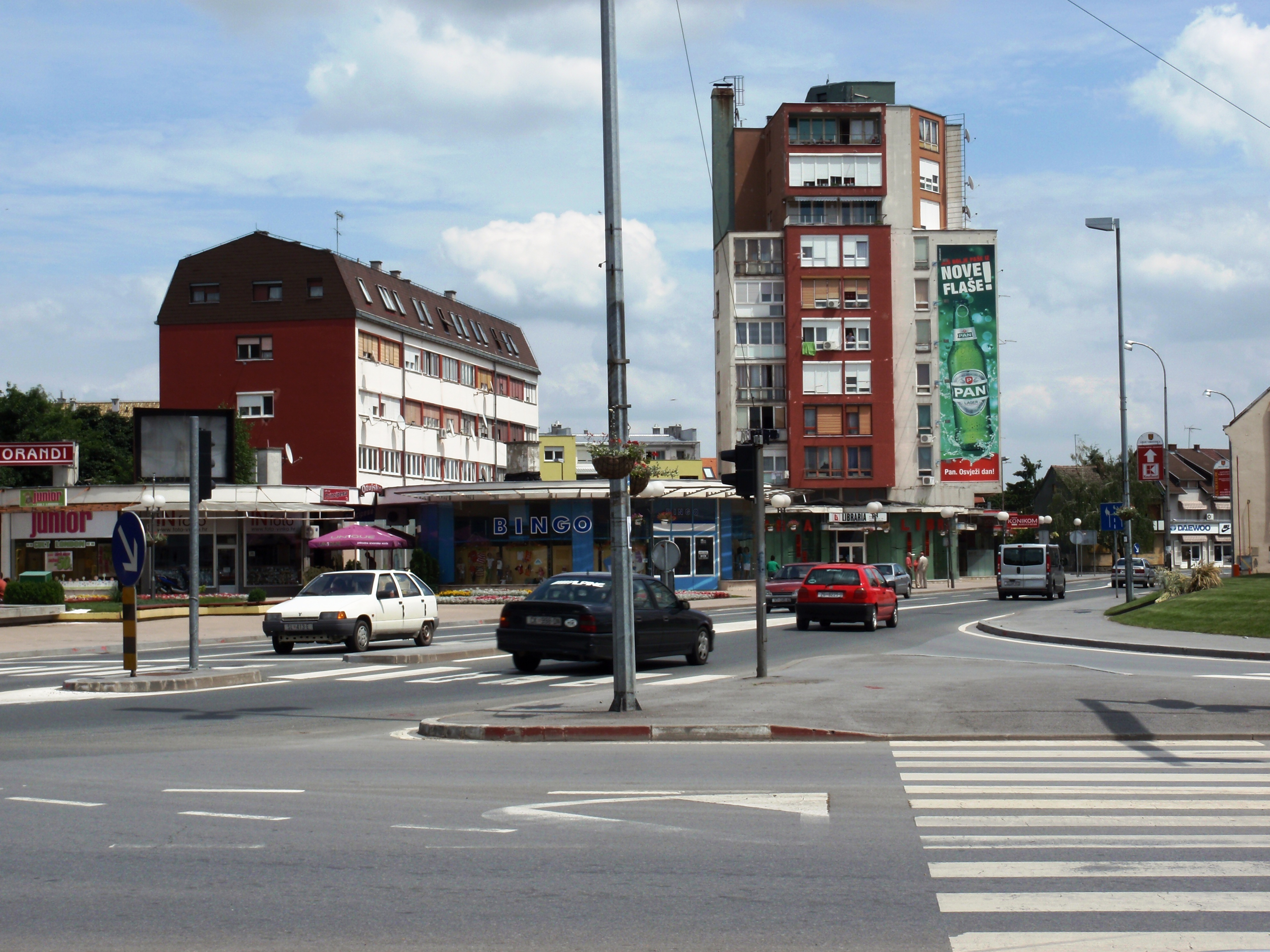
A Stjepan Radić utca részlete.

Az emberi élet legrégibb nyomai a város területének déli részén, a Bilo-hegység előterében találhatók. A leletek alapján a paleolitikum gyűjtögető-vadászó embere volt az első, mely megtelepedett ezen a vidéken. Az első ismert itt élő nép az illírek voltak. Róluk a régészeti leleteken kívül már az ókori írók feljegyzései is beszámolnak. Ekkoriban még nagy kiterjedésű erdőségek uralták a táj képét, melyet a sík vidékeken helyenként elterülő mocsaras területek tettek nehezen járhatóvá. A 6. század végétől az avarok kíséretében érkezett szláv népek telepedtek le itt, akik a következő évszázadokban is e vidék domináns népe maradtak.

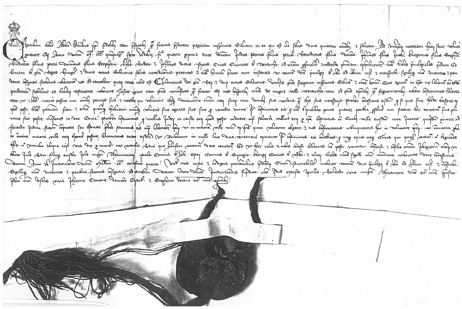
Kálmán herceg kiváltságlevele.

Verőce első írásos említése Kálmán herceg 1234-ben kiadott kiváltságlevele, melyben Wereucha néven említik. A hely jelentőségét mutatja, hogy 1242-ben a horvát tengermellékről visszatérő IV. Béla innen adta ki a Zágrábot szabad királyi várossá nyilvánító bulláját. A város a királyi család tagjainak kedvelt tartózkodási helye volt, ahol nyári palota is állott. Gyakran tartózkodott itt Mária királyné, IV. Béla felesége, és öccse, Kálmán herceg is. A tatárjárás pusztítása után a várost valószínűleg megerősítették, fából készült erődítményt építettek, mely köré vizesárkot ástak, és a Verőce patak vizét vezették bele. A középkorban épült Szent Kozma és Damján tiszteletére szentelt temploma, és két kolostor is. A ferenceseket Mária királyné hozatta a városba 1250 és 1270 között, nem sokkal később pedig domonkos szerzetesek is érkeztek, Erzsébet királyné hívására. Verőce vármegyét Erzsébet királyné 1275-ben kiadott oklevele említi először.
Új korszak köszöntött a városra, amikor 1429-ben Zsigmond király a királyi birtokot tízezer forintért Marczaly Imrének zálogba adta. Egykori várát (most már kőből) Marczaly Imre és János építtette 1448 előtt. A várnak később több birtokosa is volt, utolsó birtokosa a Bánffy család. Valószínűleg a törökellenes harcokban pusztult el, maradványait a 18. század végén bontották le, mára nyoma is alig maradt. Ma a Pejacsevich-kastély áll a helyén. 1479-ben parasztfelkelés forgatta fel a város életét. A parasztok megtámadták a közeli alsóbakvai pálos kolostort és elűzték a szerzeteseket. 1500-ban II. Ulászló király országgyűlést tartott itt. Ulama pasa pozsegai szandzsákbég török serege 1552-ben foglalta el a várat és a várost. A vár külső segítség nélkül maradt 50 főnyi őrsége képtelen volt ellenállni a török túlerőnek, ezért utolsó kapitánya Brogyanin György feladta azt. A török közigazgatásban Verőce a Pozsegai szandzsák része volt. A török jelentős őrséget, köztük tüzérséget hagyott a várban, mely egy aga irányítása alatt 300 lovasból és 300 gyalogosból állt. A várat megerősítették és a várost is falakkal vették körül. A 120 éves török uralom alatt a település külsőre is tipikus török mezőváros képét mutatta. Az elmenekült lakosság helyére délről a muzulmánok mellett ortodox szerb telepesek érkeztek. A város 1684-ben szabadult fel a török uralom alól, amikor gróf Leslie Jakab császári tábornagy Ali béget az utolsó török parancsnokot megadásra kényszerítette. A megmaradt mintegy 300 főnyi török őrség és a mintegy ezer török lakos szabadon eltávozhatott.

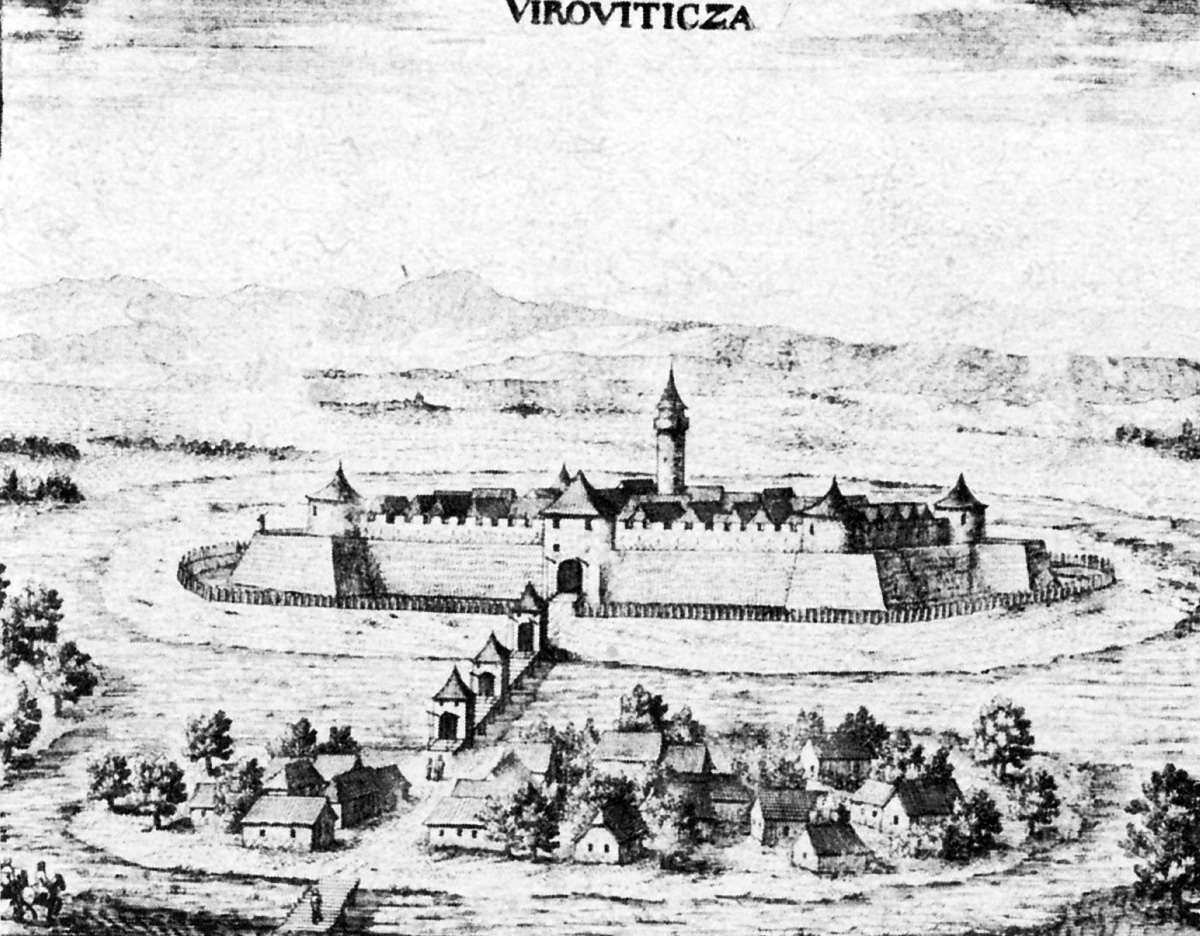
Verőce vára a 17. században.

A település a török kiűzése után a 17. század végén indult fejlődésnek, de a lényegi változás az életében akkor következett be, amikor Mária Terézia 1753-ban kárpótlásul a katonai közigazgatás alá került mitrovicai birtokért a verőcei uradalmat a bolgár eredetű Pejacsevich családnak adta. Később, amikor a család grófi rangra emelkedett a birtokról a „verőczei” előnevet vette fel. Az új tulajdonos újabb lökést adott a város és környéke fejlődésének. A mocsaras területeket lecsapolták, gyümölcsfákkal telepítették be, halastavakat építettek és szőlőket telepítettek. Ekkor épült a ferences kolostor és a Szent Rókus templom, a horvát barokk építészet kiemelkedő alkotásai, valamint a barokk Pejacsevich-palota. A 18. és 19. század fordulóján lebontott romos vár helyén 1800 és 1804 között a Pejacsevich család a város közepére barokk-klasszicista stílusú várkastélyt építtetett, melyet pompás park övez és amely ma is a város kedvelt zöldövezete és pihenőhelye. Ma ebben működik a városi múzeum. A 19. században a Pejacsevich család verőcei ága súlyos pénzügyi helyzetbe került, ezért eladta a kastélyt és az uradalmat Schaumburg-Lippe német hercegnek megteremtve a további gazdasági fejlődés feltételeit.

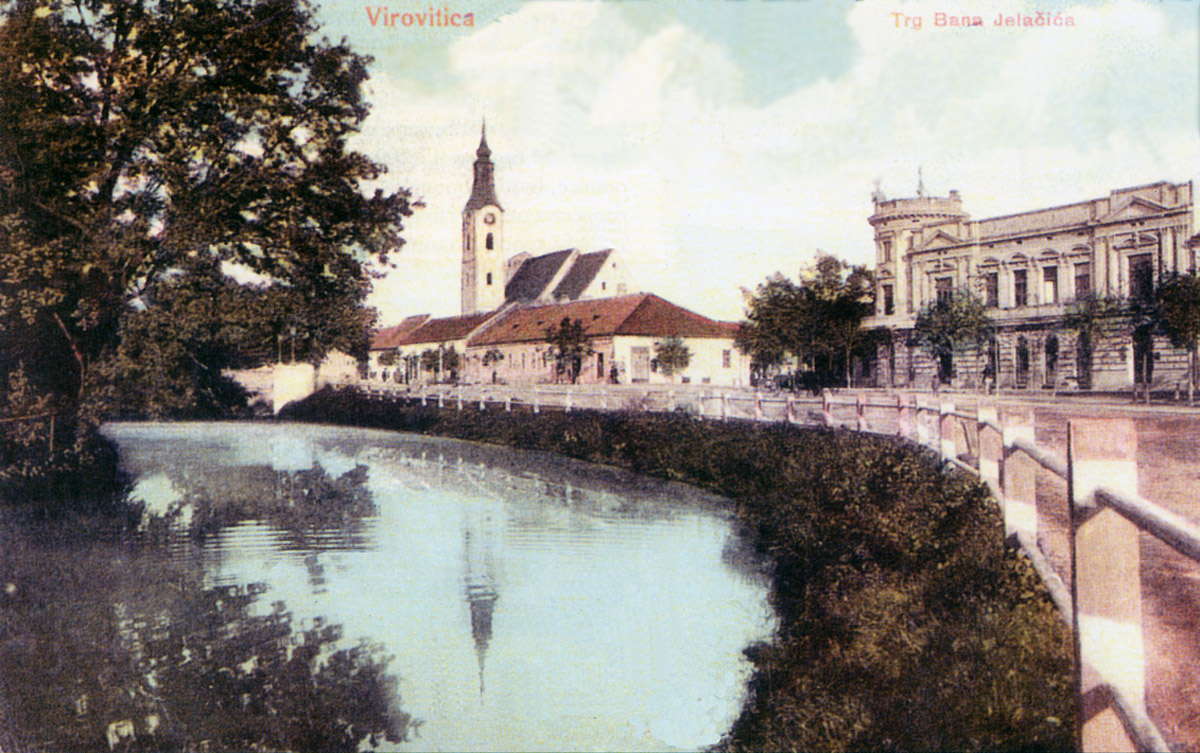
Verőcei képeslap a 20. század elejéről.

1902-ben 59 ággyal megnyílt a város új közkórháza. Az ipari ágazatok közül a faipar indult fejlődésnek. A képviselőtestület határozott a közvilágítás kiépítéséről. A posta új telefonközpontot kapott, létrehozva a közvetlen kapcsolatot Béccsel, majd később Trieszttel is. A város lassanként elérte mai határait. 1910-ben 8140 lakosából 5788 horvát, 1352 magyar, 570 német és 165 szerb volt. A trianoni békeszerződésig Verőce vármegye Verőcei járásának székhelye volt. A háború után megnyitották a verőcei reálgimnáziumot. 1921-ben Verőcét végre hivatalosan is városi rangra emelték.
Verőce jelentős szerepet játszott a délszláv háború idején is, mivel az első felszabadított város volt az ország területén. A hadsereg itteni laktanyáját 1991. szeptember 17-én foglalták el a horvát erők. Az akciónak, melyben a nemzeti gárda 50. önkéntes zászlóalja, a horvát belügyi egységek és a rendőrség mintegy 400 harcosa vett részt mindössze egyetlen halálos áldozata volt. Ennek jelentőségét tovább növelte, hogy néhány nappal korábban a közeli terezino poljei határátkelő elfoglalásával az első nemzetközi határátkelő is horvát kézre került. A 127. verőcei dandár melyet az akkori honvédelmi miniszter Martin Špegelj alapított és amelynek az 50. zászlóalj is része volt mintegy négyezer harcosával az egyik legerősebb dandárja volt a horvát hadseregnek. Rögtön megalakulása után megindította az „Otkos 10” hadműveletet, mellyel a Bilo-hegység területén mintegy 3000 négyzetkilométer területet szabadított fel. Később az „Oluja” hadműveletben részt vett Nyugat-Szlavónia többi részének visszafoglalásában. 2001-ben a város 22 619 lakosából 20 945 horvát és 60 magyar volt.

## Lakossága
1910-ben a város népességének 75,72%-a horvát, 10,60%-a magyar, 7,58%-a német, 2,33%-a szerb, 2,14%-a cseh anyanyelvű volt. 1991-ben a lakosság 78,69%-a horvát, 11,76%-a szerb, 3,67%-a jugoszláv nemzetiségű volt.
| Lakosság változása | Lakosság változása | Lakosság változása | Lakosság változása | Lakosság változása | Lakosság változása | Lakosság változása | Lakosság változása | Lakosság változása | Lakosság változása | Lakosság változása | Lakosság változása | Lakosság változása | Lakosság változása | Lakosság változása | Lakosság változása | Lakosság változása |
| ------------------ | ------------------ | ------------------ | ------------------ | ------------------ | ------------------ | ------------------ | ------------------ | ------------------ | ------------------ | ------------------ | ------------------ | ------------------ | ------------------ | ------------------ | ------------------ | ------------------ |
| 1857               | 1869               | 1880               | 1890               | 1900               | 1910               | 1921               | 1931               | 1948               | 1953               | 1961               | 1971               | 1981               | 1991               | 2001               | 2011               | 2021               |
| 4.093              | 5.501              | 5.379              | 6.175              | 6.688              | 7.025              | 9.366              | 8.701              | 8.051              | 9.411              | 11.696             | 13.032             | 14.991             | 16.167             | 15.589             | 14.688             | 19.302             |

## Nevezetességei

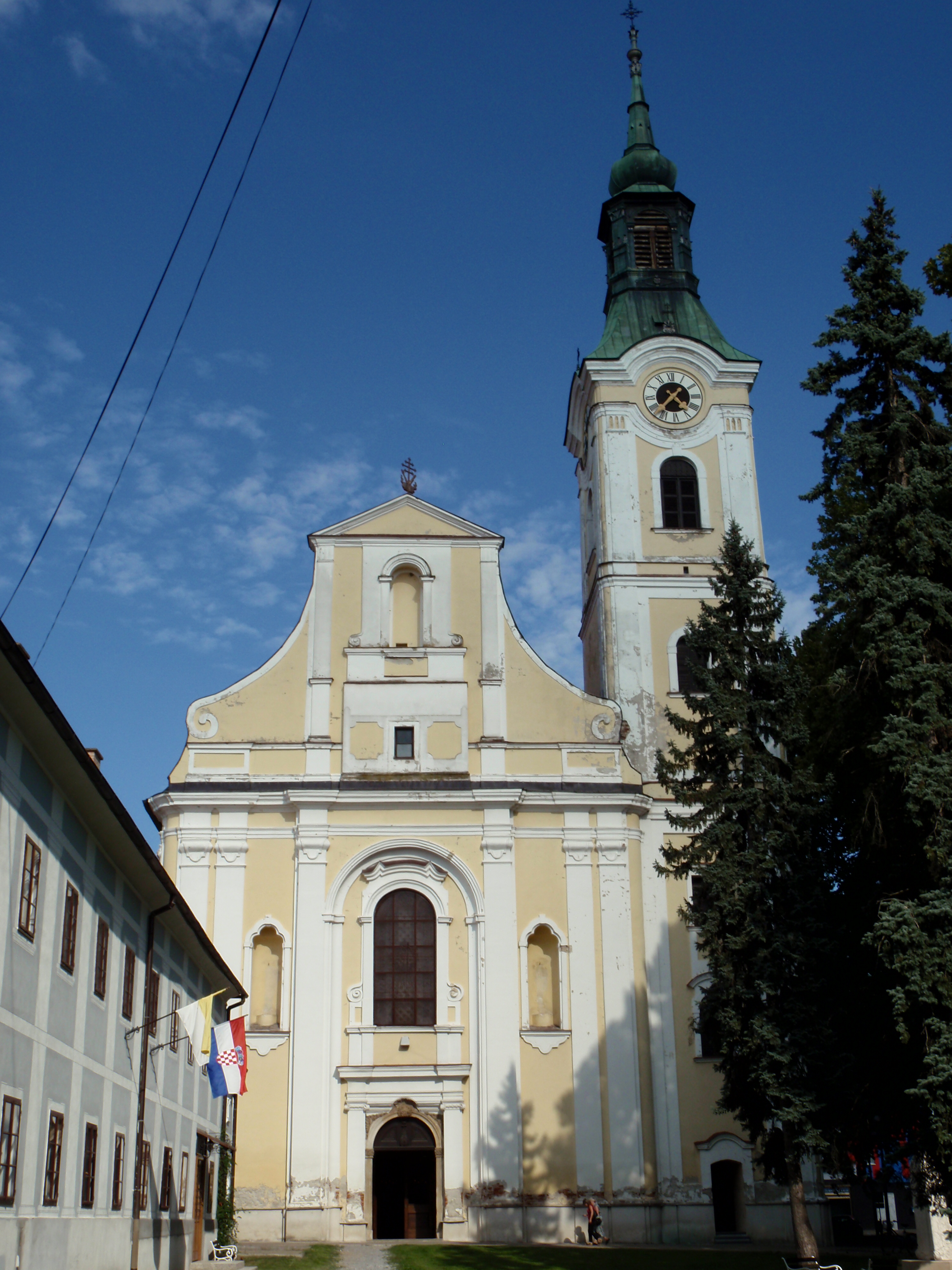
A Szent Rókus plébániatemplom.

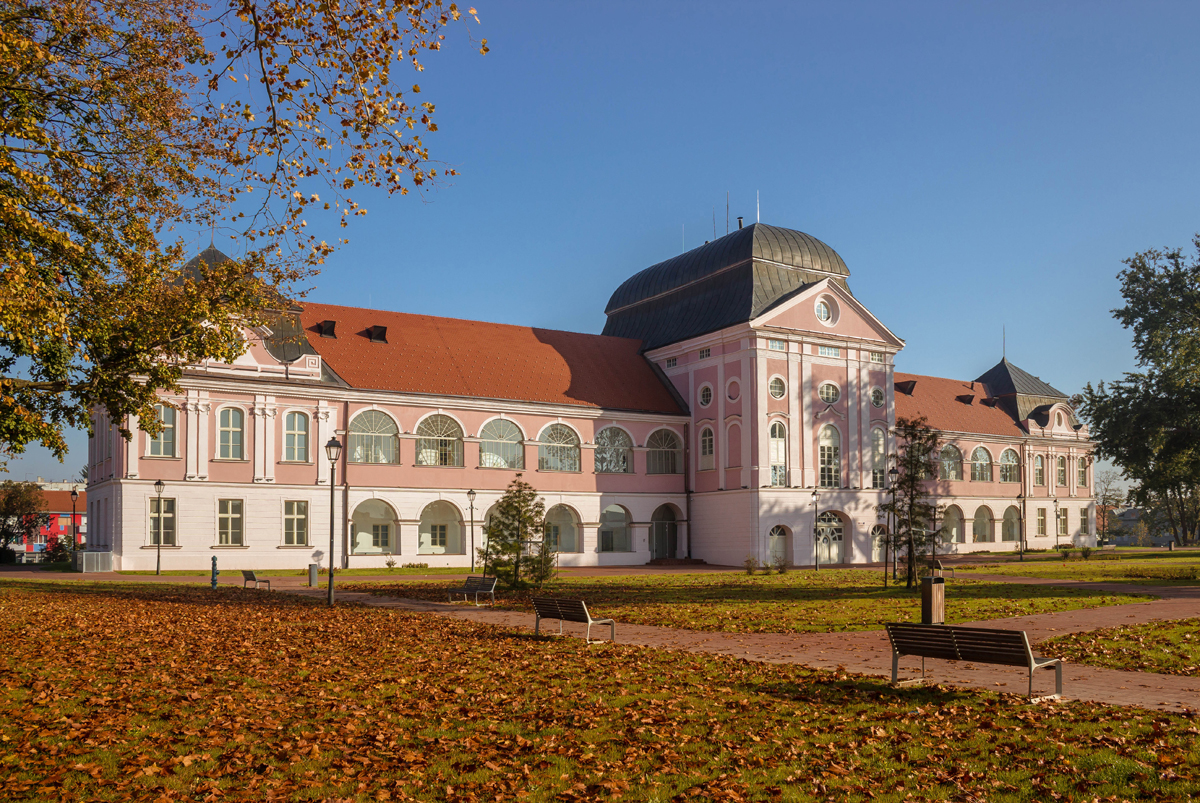
A Pejacsevich-kastély

- A város szakrális épületei közül a legfontosabb a ferences kolostor és a Szent Rókus plébániatemplom.[5] A ferencesek a 13. század közepén érkeztek a városba, ahol kolostoruk helyén korábban a domonkosok kolostora állt. A török uralom előtt egy Szűz Máriának szentelt templom is állt itt. A török kiűzése után 1684-ben a ferencesek visszatértek és először fából ispotályt és egy fatemplomot építettek ide. A mai ferences kolostor építése 1726. július 13-án kezdődött és 1751-ben fejeződött be. A Szent Rókus plébániatemplom alapkövét 1746. április 12-én helyezték el. A szentély és a hajó építése 1752-ben fejeződött be, a barokk harangtornyot két évvel később építették. A berendezés is nagyon értékes. A főoltárt 1767 és 1769 között építették, a pompázatos barokk szószék 1758-ban készült. Értékesek a mellékoltárok is. A templomot és a kolostort 1758-ban egy földrengésben súlyos károk érték, de itáliai építészek segítségével mindent megújítottak. Utoljára a második világháborús károkat kellett helyreállítani.
- Pejacsevich-kastély[6] építését 1800-ban Pejacsevich III. Antal gróf kezdte el. A 18. század második felében a család a várban található egyik szerény házban élt. Az építést megelőzően 1798 és 1799 között a középkori vár maradványait lebontották. Ennek a helyén építették fel 1800 és 1804 között a ma is látható barokk-klasszicista kastélyt N. Roth építész tervei szerint. A kastélyt úgy építették, hogy a városba vezető utak tengelyében helyezkedjen el és főhomlokzata a városi térre (ma Josip Jelačić bán tér) nézzen. A kastély egyemeletes épület, melynek alaprajza elnyújtott négyszög, hosszúsága 88, szélessége 13 méter. Az oldalakat sekény, míg a déli és az északi homlokzatot hangsúlyos rizalitok tagolják. A fedett tetőteraszt két sorban 16 oszlop tartja. A főszalon terasza egyúttal az udvar felé való kijárást is biztosítja. A kastélyban 1831-ben még 38 szoba volt, de Schaumburg-Lippe herceg érkezésével eredeti rendeltetése megváltozott. 1912-ben a város úgy határozott, hogy a kastélyt a Horvát ház számára megvásárolja. Ezt a szándékot a világháború meghiúsította, de 1931-ben mégis sikerült a vásárlás és a városi elöljáróságot helyezték el benne. Később itt működött a városi múzeum, a könyvtár és az olvasóterem is. Ma a városi múzeum működik benne.

- A Pejacsevics-palota[7] egy egyemeletes saroképület, mely a város központjában található. A palota a 18. század elején épült, építésének eredeti célja egy lovassági laktanya volt. A kutatás az épület öt építési szakaszát azonosította. Az első a 18. század elejétől 1757-ig, a második 1757-től 1791-ig tartott. A harmadikat  1791 után végezték, ekkor történt az épület átalakítása a lovassági laktanyától a városi palotává. A negyedik szakasz 1887-ben volt, amikor nagyobb felújításokra és az emeletek korszerűsítésére kerül sor. Az ötödik szakaszra 1945 után került sor. Az épület alaprajza L alakú, a délnyugati oldalhoz egyszintes szárny tartozik. Téglából épült. Az udvari oldalon nyitott árkádok vannak kialakítva. A földszinten található az összes szoba, a tornácon pedig tégla dongaboltozatok találhatók.
- Urunk mennybemenetele (Vaznesenja Gospodnjega) tiszteletére szentelt pravoszláv parochiális temploma a városi park szélén, az Eszékre és Zágrábra vezető utak kereszteződésében, a kastélytól mintegy 50 méterre állt. A templomot 1818-ban építették, ikonosztázát 1855-ben festette Georgije Marković parókus. Az épületet a II. világháború idején az usztasák lerombolták, mára nyoma sem maradt.
- Verőce középkori várából ma már csak a rá utaló terepalakzatok vehetők észre, mivel a helyére építették a Pejacsevich család kastélyát. A régészeti feltárások megtalálták a vár egykori nyugati kapujának alapfalait, melynek alsó része faragott terméskőből, felső része pedig téglából épült. Előkerültek a felvonóhíd fa pillérei is, valamint egy a várból kivezető alagút bejárata. Az ásatások megerősítették, hogy a város történetének e területére a jövőbeli feltárások világítanak majd rá.
- A verőcei zsidó temetőt 1868-ban alapították, a ravatalozót 1870-ben építették, melyben lakást rendeztek be a temetőőr számára. A temetőben, ahol askenázi zsidókat temetnek, ma mintegy 186 sírt őriznek, a legrégebbi síremlék 1870-ből származik. A síremlékek héberül, németül és horvátul vannak megírva.[8]
- A ferences kolostor nyugati része mellett épült a régi gyógyszertár egyemeletes épülete. Téglalap alakú alaprajzú épület, mely hosszanti irányban a Zvonimir király téren, kelet-nyugati irányban helyezkedik el. Késő barokk egyemeletes épületként a ferences kolostorkomplexum szerves részét képezi. Fennmaradtak a mesterien készített bútorok a romantikus díszítésükkel. A gyógyszertár közel 200 évig működött ebben az épületben. A 18. században a ferencesek nemcsak lelkészek, hanem orvosok és gyógyszerészek is voltak. Az épület régi formátumú téglából épült, és négyszárnyú, hódfarkú cserepes tetővel borított. A homlokzatokat egyszerű formában dolgozták ki.[9]
- Az Első Horvát Takarékpénztár saroképülete 1892-ben épült a város forgalmas helyén, szemben azzal a téglahíddal, amely a Pejacsevics-kastély főbejáratához vezet. Az épület a Tomislav király tér és a Matija Gubec utca sarkán található. Ma az üzletek és lakások vannak benne. Tervezője Johann Hubatschek bécsi építész volt.[10]
- Verőce városában régészeti lelőhelyek[11] sora található, melyek a történelem előtti időktől a középkorig terjednek. Ilyen a Gradska kávéház udvarán feltárt későközépkori lakóház. A városközpont több házánál találtak középkori pénzleletet, cseréptöredékeket, vagy falakat, melyek mind a középkori Verőcéhez tartoztak. Kőkorszaki leletek kerültek elő a vasúti híd melletti Ođenice lelőhelyen. Késő bronzkori lelet a Zajec utca 29. szám alól, kora vaskori lelet a Patačić térről és a Milanovacról, a várostól délre fekvő első halastónál római sír, a Mali Požari lelőhelyről temető, a Zlatna polja utcából pedig római pénzlelet került elő.
- A Verőcét elkerülő út nyugati szakaszának építésekor 2005/2006-ban történelem előtti régészeti leletek sora került elő. Az első feltárt lelőhely Đurađ – istok,[12] ahol egy kora vaskori és egy kora középkori falu maradványait találták. A másik lelőhely Đurađ – zapad,[13] ahol újabb két történelem előtti település nyomai kerültek elő. Közülük az egyik a Körös-Sztarcsevó kultúrához tartozott, míg a másik kora bronzkori volt. A harmadik lelőhely Brekinja.[14] Itt szintén a Körös-Sztarcsevó kultúra egy másik településére bukkantak. A negyedik lelőhely Kiškorija jug[15] volt, ahol római vidéki település maradványait találták, melyet a 2. századtól az 5. századig laktak. Egy 9. századi településre is akadtak itt. Az ötödik lelőhelyen Kiškorija sjeveren[16] kora vaskori település került elő. A hatodik lelőhelyen Koriján[17] a bronzkori Balaton-Lasinja kultúrához tartozó települést találtak. Ugyancsak ehhez a kultúrához tartozó leletek kerültek elő a Batalija lelőhelyen.[18] A Virovitica-Đota lelőhely[19] cseréptöredékei a késő bronzkori urnamezős kultúrához tartoztak. Valamennyi lelőhely azt támasztotta alá, hogy Verőce környéke a kőkorszaktól fogva a középkorig sűrűn lakott volt.
- A várostól nem messze a Drávamente gazdag bortermővidéke húzódik, kitűnő borokkal, nagyszerű kilátással a festői dombos-völgyes tájra.

## Gazdaság

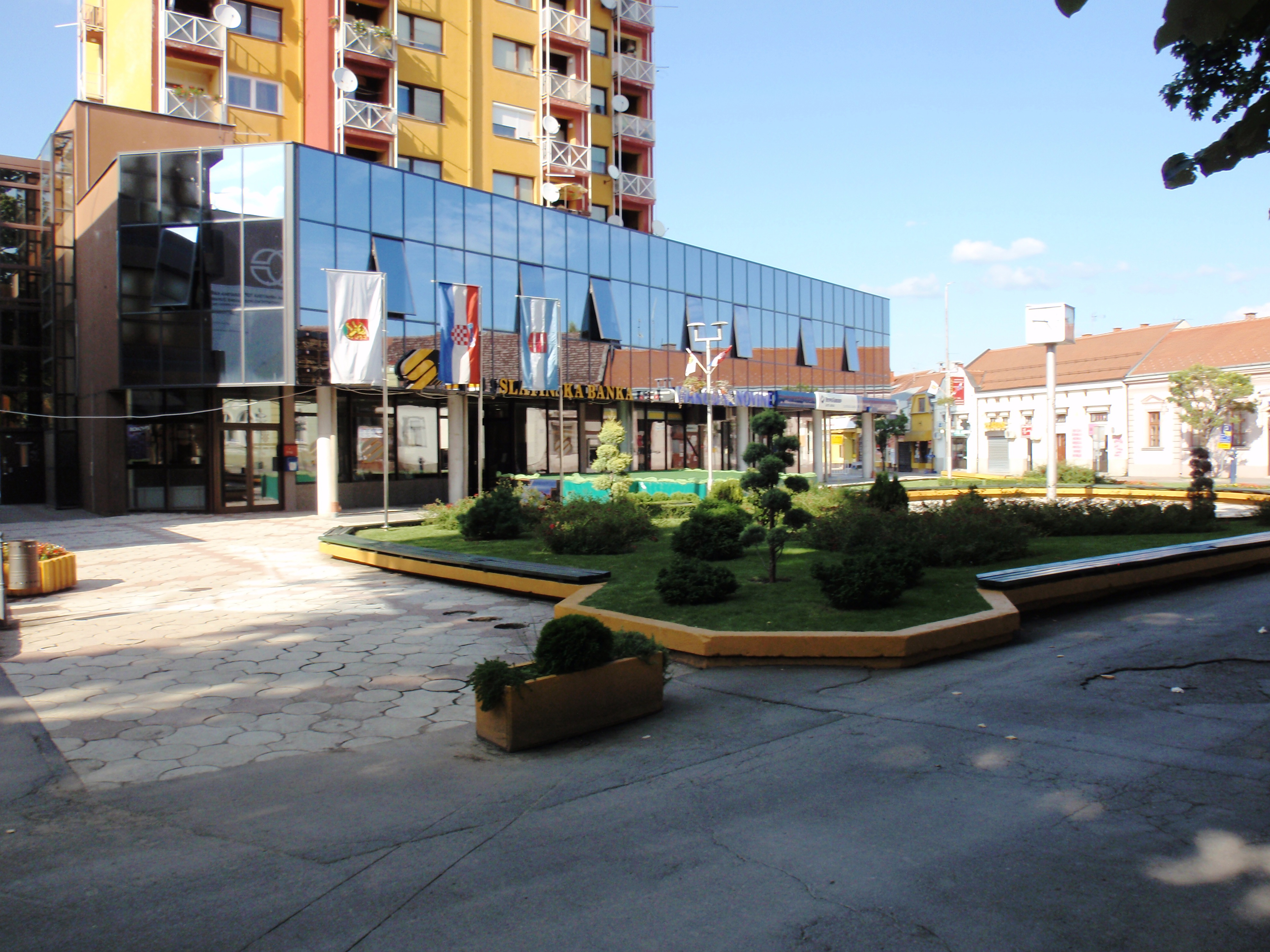
A polgármesteri hivatal épülete

Verőce az ország északi részének egyik jelentős gazdasági központja. Ebben többek között közrejátszanak a természeti erőforrások, rendelkezésre álló képzett munkaerő, a kedvező földrajzi fekvés és a helyi tradíciók. A város környéke rendkívül gazdag erdőkben, mely kedvező feltételeket biztosított a faipar fejlődéséhez. A Drávamenti-síkság termékeny termőföldjei a mezőgazdaságnak, különösen a dohánytermesztésnek, míg az agyagban gazdag talaj a téglaiparnak kedvezett. Fejlett a textilipar és a cipőgyártás, de sokan dolgoznak a kereskedelemben és a kézműiparban is.
Ami a faipart illeti itt található az ország legnagyobb irodabútort gyártó vállalata. A TVIN d.o.o. gyáróriás az 1913-ban alapított „Drach” fűrésztelepből fejlődött ki. A ma már teljesen a foglalkoztatottak tulajdonában álló vállalat az 1980-as években építette ki kapcsolatait a svéd IKEA céggel, mely az európai piacra való bejutást biztosította számára.
A mezőgazdasági területek az élelmiszeripar számára nyújtanak kedvező feltételeket. A legnagyobb cég ezen a területen a Silosi d.o.o. Virovititca, mely gabonafélék termelésével, tárolásával és feldolgozásával foglalkozik.
A verőcei cukorgyár az ország legmodernebb cukorgyára. Építése még 1976-ban kezdődött és 1980-ban már megkezdődött a termelés. A gyár miután privatizálták az 1990-es évek végére csaknem csődbe jutott, de miután átalakították létrejöttek a feltételek, hogy a piacon megtalálják a megfelelő partnereket. Létrehozták a Viro kft.-t, melyre a gyár tulajdonjogát átruházták. Az új gyár 2002-ben kezdte meg működését és az ország egyik legnyereségesebb élelmiszeripari vállalata lett.
A dohánytermesztés az 1950-es évek vége felé alapított Virginia nevű cég létrehozásával indult meg a város környékén. A dohány mára a Drávamente és Szlavónia nagy része gazdálkodóinak fő terményévé vált. A Virginia néhány éve csatlakozott az ország legnagyobb dohányipari vállalatához a Rovinjhoz.

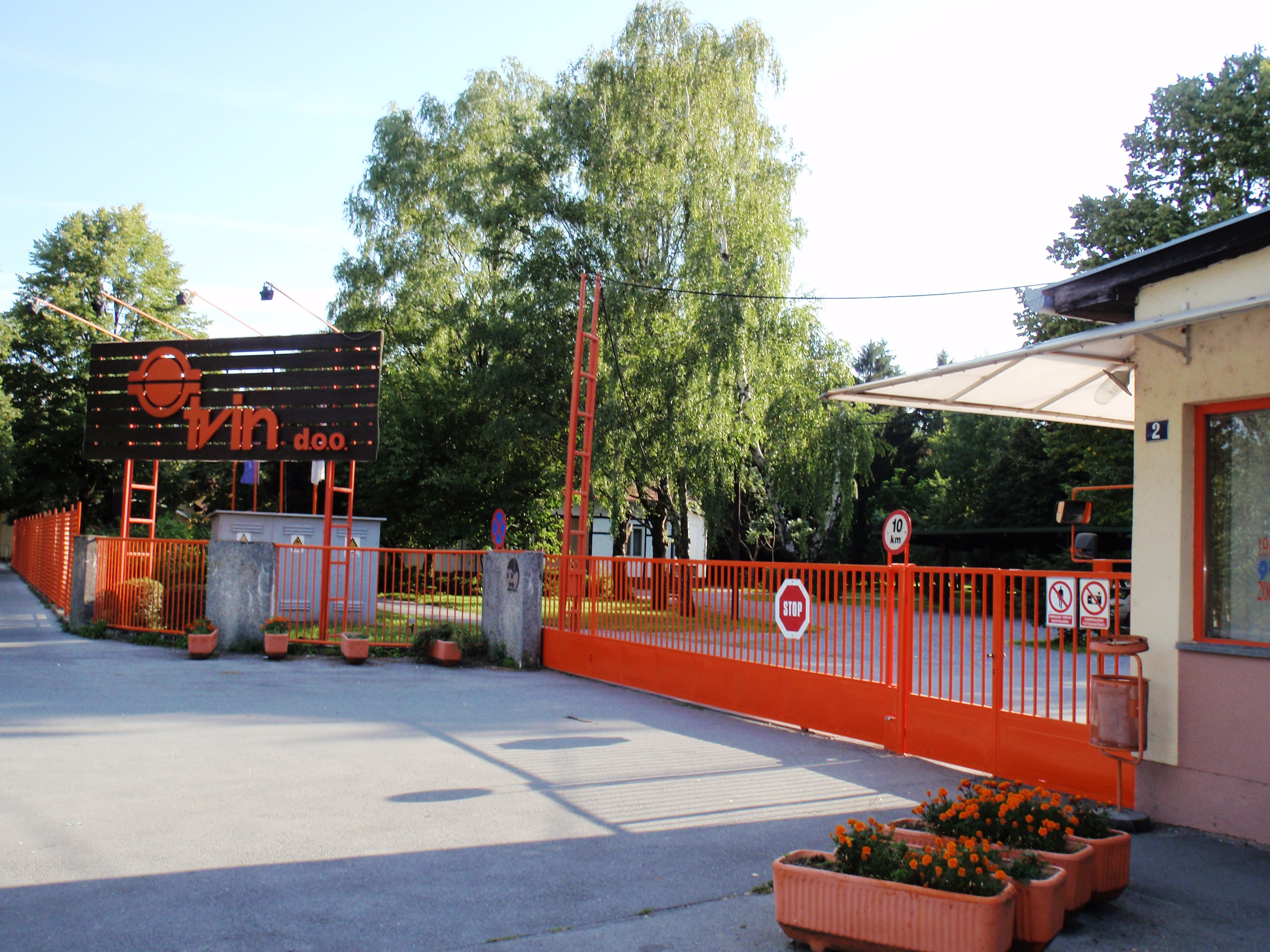
A TVIN gyár bejárata

A Rapid Virovitica fémfeldolgozó vállalat a II. világháború után jött létre. Története során több felfelé és lefelé ívelő időszakon ment át. Az 1990-es évek végén ez is majdnem csődbe jutott, de magánbefektetők bevonásával végül sikeresen folytatta a termelést. Az RS Metale mellett kézművesek sora működik közre a fémipari termelésben.

## Kultúra
Verőce különösen gazdag kulturális örökséggel rendelkezik, melynek kezdetei egybeesnek a horvát nemzeti ébredéssel. A Jan Vlašimsky zeneiskola 1886-ban kezdte meg működését, amikor névadója Csehországból ide érkezett, majd az intézmény első vezetője és tanára lett. Az iskola akkor még a Pejacsevich-kastélyban egyetlen tanteremben működött és hegedűoktatás folyt. Ma már több száz tanulója van és figyelemreméltó közéleti tevékenységet is folytat. Koncerteket szervez és diákjai közreműködnek a város fő kulturális eseményein.
A városi fúvószenekar elődjét 1883-ban alapították, amikor a városi tűzoltóegylet parancsnoka egybegyűjtötte a betelepülő zenészeket, akik főként csehek voltak és kis zenekart alapított. A zenekar kezdetben Verőcén és környékén játszott. Jan Vlašimsky érdeme itt is megkerülhetetlen, hiszen ő volt a zenekar első karmestere, majd 50 éven át, egészen 1936-ig vezette a zenekart. (1890-től 1918-ig a „Rodoljub” énekkart is ő irányította.) A zenekar a 20. század második felében tovább bővült és sok fellépésén aratott osztatlan sikert. Ma már mintegy 30 tagot számlál. Ifjúsági szekciója az 1993-ban alapított „Ohio band”.
Jan Vlašimsky emlékére rendezik meg minden évben a „Proljetni zvuci Jana Vlašimskog” nemzetközi klasszikus zenei fesztivált, melyen tíznél több hazai és külföldi muzsikus lép fel a reneszánsztól a modern zenékig terjedő repertoárral. A befutott művészeken kívül több horvát zeneiskola különböző korcsoporthoz tartozó diákjai is bemutatják tudásukat.
A „Rodojlub” énekegyüttest 1880-ban alapították, első elnöke Josip Matić, művészeti vezetője pedig Đuro Žakić volt, aki 1890-ig vezette az együttest. Ekkor érkezett az együtteshez Jan Vlašimsky, mellyel egy sikeres időszak kezdődött az életében. Az együttes a kivételes tehetségű énekesek, zenészek, kultúrmunkások, a zene és a művészetek rajongóinak találkozóhelye lett. A ferences kolostor ma is őrzi az együttes 1914-ben készített, Szent Cecília képével díszített zászlaját. A mára már nagy hagyományokkal, több tucat taggal rendelkező együttes kihagyhatatlan szereplője a városi kulturális rendezvényeknek. Számos fellépésük és koncertjük volt az ország területén és külföldön is.
A Szent Rókus plébánia Szent Cecília énekkarát 1930-ban alapította Kamilo Kolb orgonista, zeneszerző, énekes és karmester. Itteni tartózkodása idején Kolb műveket is írt az énekkar számára.
A „Brass quintet Virovitičko-podravske županije” zenekart 2005-ben alapította Mario Kolarević amatőr zenész, aki több, hasonló zenét szerető amatőr zenészt gyűjtött maga köré. Első lemezüket 2006 márciusában „Svetom Roku” címmel adták ki és 14 zeneszámot tartalmazott. Tagjai amatőr zenészek, akik a napi elkötelezettségük mellett időt fordítanak zenei oktatásra és önképzésre is. 2008 októberében a zenekar „Brass quintet grada Viroviticére” változtatta a nevét és kiadta második, „Brass Jocker” című hanghordozóját is.

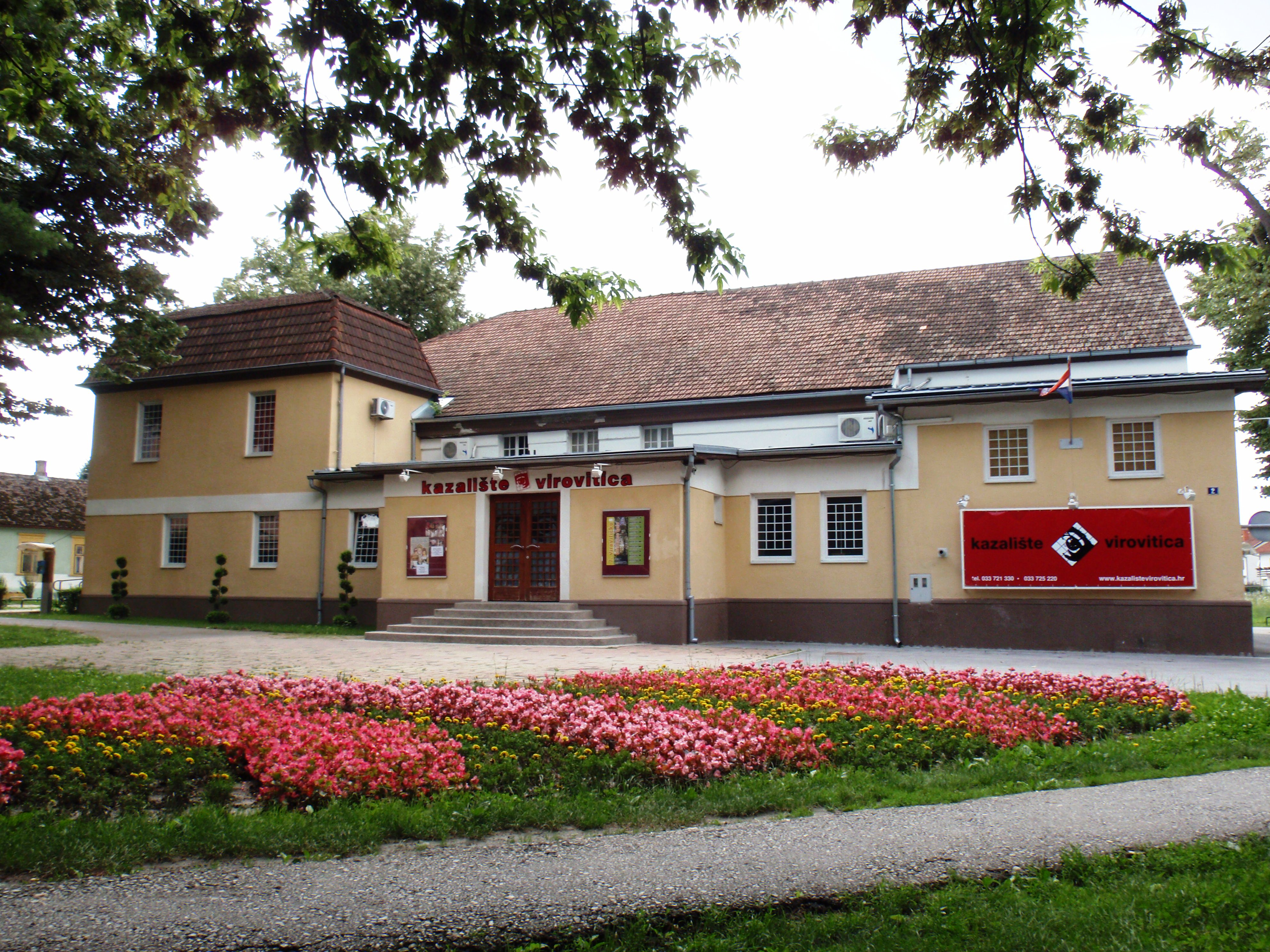
A városi színház épülete.

Az első színházi előadást 1900. február 3-án tartották a városban a „Grčić” nevű vendéglőben, ahol a „Sloga” tamburazenekar koncertje mellett helyi színészek a „Sluge muzikanti” című darabot adták elő. Majdnem negyedszázaddal ezután 1924-ben hozták létre a „Sekcija gospode i gospojica za diletantske predstavekoja će zasebno od tamburaškog zbora biti podučavana u diletantskim predstavama” nevű színjátszó társulatot, amely 1928-ban már egész estés előadásokat tartott a város határain kívül is. Ebből fejlődött ki aztán 1945-ben a professzionális városi színház, amely 2006-ban 217 előadást tartott, melyet több, mint 55 ezer néző látott. Az intézmény a helyi színházszeretők számára két színházi fesztivált is szervez, melyek a „VIRKAS” és a „Virovitičko kazališno ljeto” nevet viselik. Az előbbi téli, az utóbbi pedig, ahogy a nevében is benne van nyári rendezvény. Ez alkalmakkor az egész ország területéről jönnek színtársulatok az előadásaikkal. A repertoár széleskörű, a klasszikusoktól a modern darabokig és a gyermekelőadásokig.
A Rapid Virovitica fémfeldolgozó vállalat keretében alapították meg 1982-ben a RKUD „Rapid” kulturális és művészeti egyesületet. 1988-ban a helyi mezőgazdasági kombinát keretében jött létre a „PIK Virovitica“ kulturális és művészeti egyesület. A két egyesület működése a délszláv háború idején szünetelt. 1993-ban a két korábbi egyesület tagjai RKUD „PIK Virovitica“ néven egyesültek, majd nevüket KUD Viroviticára változtatták. Koreográfiájukat a népi folklórból, a népszokásokból és az egyházi ünnepekből merítik. Előadásaikban megjelennek Szlavónia, a Drávamente, a Zagorja, Lika, Split és karácsony ünnepének népszokásai, népdalai. Az egyesület számos nemzetközi fellépéssel is rendelkezik.
A városi múzeumot 1953 szeptemberében alapították. A múzeum a város közepén, a Pejacsevich-kastélyban található. A történelem előtti időktől a 20. századig őrzi a város történetének emlékeit. A múzeum öt állandó kiállítással rendelkezik: régészeti gyűjtemény, néprajzi gyűjtemény, kultúrtörténeti gyűjtemény, képzőművészeti gyűjtemény és Branislav Glumac gyűjteménye, mely kortárs horvát művészeti alkotásokból áll.
A városi könyvtár elődjét a horvát olvasókört 1909-ben alapították. 1929-ben megnyílt a Horvát ház, melynek keretében egészen 1940-ig a könyvtár is működött. A II. világháború után a könyvtár megcsappant állományával először az Első Nemzeti Takarékpénztár szecessziós épületében nyílt meg. A nyitáskor a könyvtárnak tízezer kötete és mintegy hétszáz olvasója volt. Többszöri költözés után 1985-ben a könyvtárat integrálták a kultúrközpontba és a Pejacsevich-kastély földszintjének keleti részére költöztették. Végül 2007-ben költözhetett a mai modern épületbe. Ma az intézmény mintegy 50 ezer kötettel rendelkezik és több, mint 2.500 olvasója van.

## Oktatás

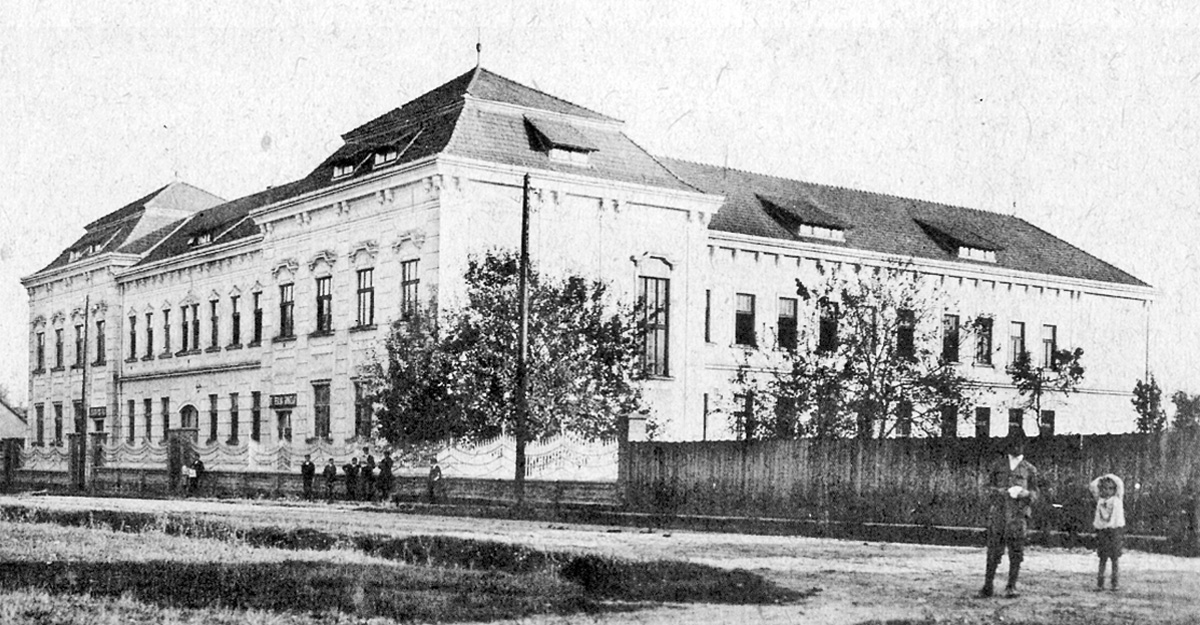
A Verőcei gimnázium épülete a 20. század elején.

A verőcei oktatás kezdetei a domonkos és ferences szerzetesekhez fűződnek, akik valószínűleg már a középkorban foglalkoztak a fiatalok nevelésével. A külföldi egyetemeken fellelhető dokumentumok szerint sok verőcei származású fiatal tanult korabeli Magyarországon, Ausztriában és Itáliában is. A török uralom idején az oktatás feltételei nem voltak biztosítottak a városban. A török kiűzése után a ferencesek újjáépítették kolostorukat. Írásos dokumentumok szólnak arról, hogy 1730 és 1825 között a ferences kolostorban főként a jövendő papok számára filozófiát, erkölcstant és retorikát oktattak. A helyi gyermekek oktatásáról az első feljegyzés 1757-ből való a kolostor levéltárában. A 18. század második felében a felvilágosodás korában egy 1774-es oktatási rendelet alapján minden városban és mezővárosban, illetve plébánián a gazdálkodási ismeretek mellett meg kellett szervezni az olvasás, az írás, a számolás és a hittan oktatását. Ugyancsak 1774-ben a királyi kormányzótanács rendeletére a zágrábi egyházmegye területén 17 állami iskola, köztük a verőcei iskola nyílt meg. 1819-ben felépítették a népiskola épületét, de ez 1871-ben egy nagy tűzvészben leégett. A 20. század elején állt népiskolai épület a II. világháború idején 1943-ban égett ki, megsemmisítve az intézmény teljes dokumentációját. A háború után eleinte az elemi iskolai oktatás is a gimnázium épületében zajlott, majd a Ljudevit Patačić téren megkezdődött az új iskola építése. A tanítás az 1951/52-es tanévtől indult meg az új épületben. 1953-ban bevezették a kötelező hétéves elemi iskolai oktatást és megkezdődött a második iskola építése. 1957 közepén úgy határoztak, hogy az 1-es számú iskola kísérleti iskolaként folytatja munkáját és nyolc osztállyal működik majd. A rendes oktatás mellett létrehozták a fiatal technikusok klubját, a „Mladost” sportegyesületet és a „Napredak” kulturális és művelődési egyesületet.
A gimnáziumi oktatás a városban több, mint száz éves múltra tekint vissza. A gimnázium létesítéséről 1908-ban döntöttek és az épület 1914-re el is készült, de az első világháború kitörése miatt az oktatás csak az 1918/19-es tanévtől indulhatott meg. A háború idején az épületben kórházat rendeztek be. A két világháború között az intézményben átlagosan 400 diák tanult, de 1944-ben 582 volt a teljes tanulói létszám. 1968-ban Petar Preradović költő születésének 150. évfordulóján az intézmény az ő nevét vette fel.

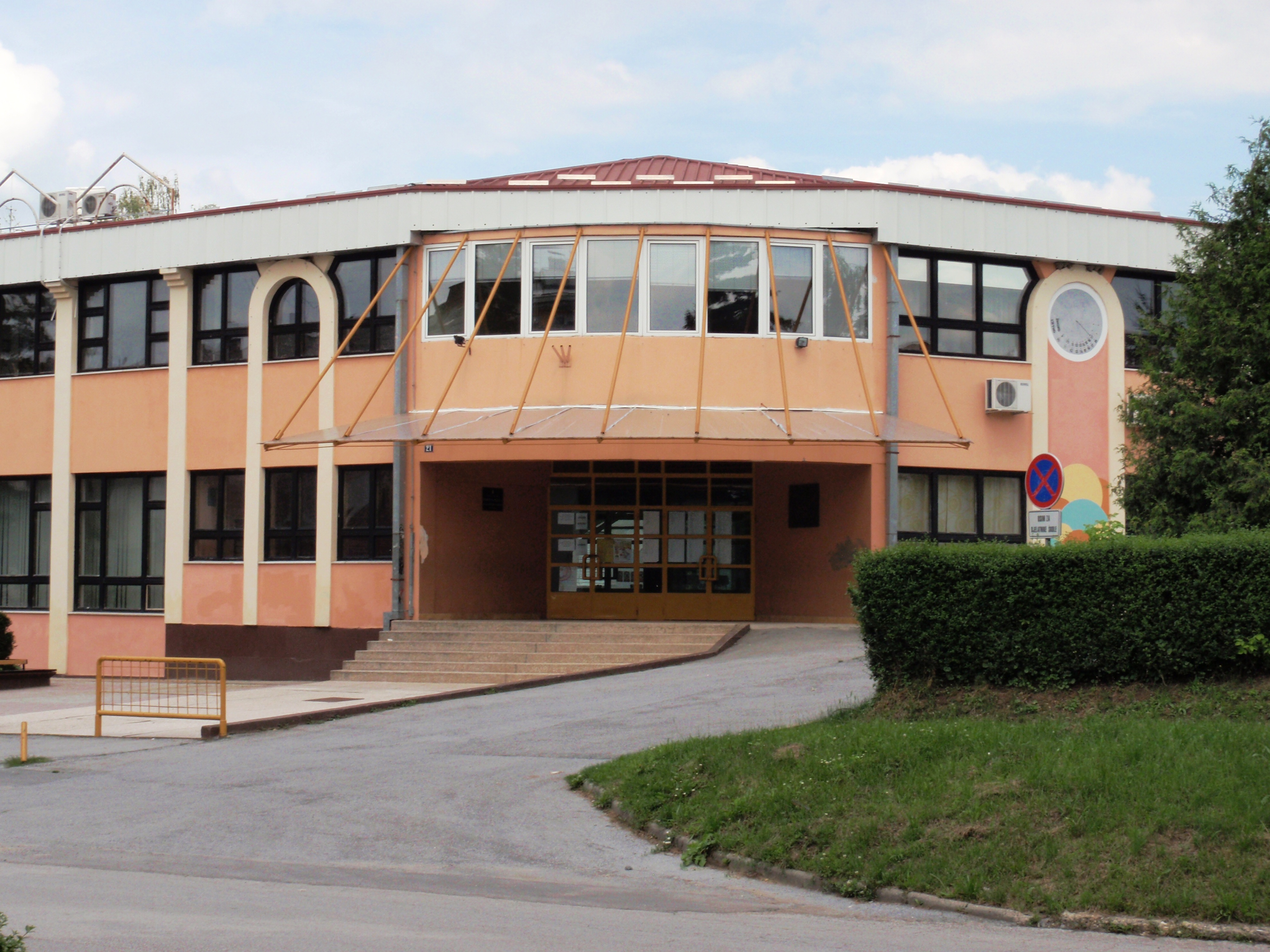
A Vladimir Nazor elemi iskola.

Az oktatás ma Verőcén az alábbi intézményekben zajlik:
- Cvrčak óvoda
- Ivana Brlić-Mažuranić elemi iskola
- Vladimir Nazor elemi iskola
- Virovitica Nevelési, Oktatási és Rehabilitációs Központ
- Petar Preradović gimnázium
- Katolikus általános gimnázium
- Virovitica Műszaki Szakközépiskola
- Ipari-kézműves szakképző iskola
- Szakmunkásképző iskola

Ezeken túlmenően 2007-ben megnyílt a Menedzserképzési, turisztikai és informatikai főiskola, mely elsősorban az informatika, a falusi turizmus, a vállalkozói szolgáltatások és a vidéki vállalkozások területén képez menedzsereket, valamint informatikai szakembereket.

## Sport
A sportok közül Verőcén a kézilabdázásnak vannak a legnagyobb hagyományai. A kézilabdaklub alapítása 1948-ban történt és az ismert edző Vilim Tičić nevéhez fűződik. A női klub az idők folyamán számos névváltozáson ment keresztül, hívták már Mladostnak, Drvodjelacnak, Viroviticának, Lokomotivának és TVIN-nek is. Történetének legnagyobb eseménye az 1957. július 13. és 20. között lebonyolított női kézilabda világkupa volt. A világkupa egyik csoportjának mérkőzéseit a klub sportpályáján bonyolították le, majd a 7-9. helyet eldöntő helyosztókat is itt rendezték. A klub Tičić irányítása alatt kétszeres jugoszláv bajnok és háromszoros horvát bajnok volt. Tičić 1961-ben elhagyta a klubot és ezután a női kézilabda jelentősége visszaesett. 1965 és 1972 között még háromszor nyerte meg a horvát bajnokságot, de nagyobb sikert nem tudott aratni. 2004 óta három alkalommal jutott be a horvát kupa döntőjébe, melyek közül 2005-ben második lett a Podravka mögött.
Verőcén a küzdősportoknak is nagy hagyományai vannak. A helyi karate története 40 évre tekint vissza, mely közül az utóbbi évtized a legsikeresebb. Maks Šenjug irányítása alatt egy nagyszerű generáció nőtt fel, melynek legjelentősebb képviselője Mirna Šenjug 2007-ben és 2008-ban felnőtt Európa-bajnok lett.
Az NK TVIN Virovitica labdarúgóklubot 1956-ban alapították a TVIN faipari üzem csapataként. 1975-ig az NK Drvodjelac nevet viselte. 1995-ban fuzionált a városi rivális NK VGŠK csapatával és egy ideig VGŠK-TVIN Virovitica néven szerepelt. Legnagyobb sikerét a 2003/2004-es szezonban érte el, amikor a horvát második ligában szerepelhetett. Előtte és utána is harmadik ligás csapat volt. Kispályás labdarúgóik hosszú évekig játszottak az első ligában.
A KK Virovitica kosárlabdaklub a horvát második ligában szerepel.
Említést érdemel még az ŠKK Slododa-TVIN tekeklub is, melynek női csapata feljutott az első ligába.

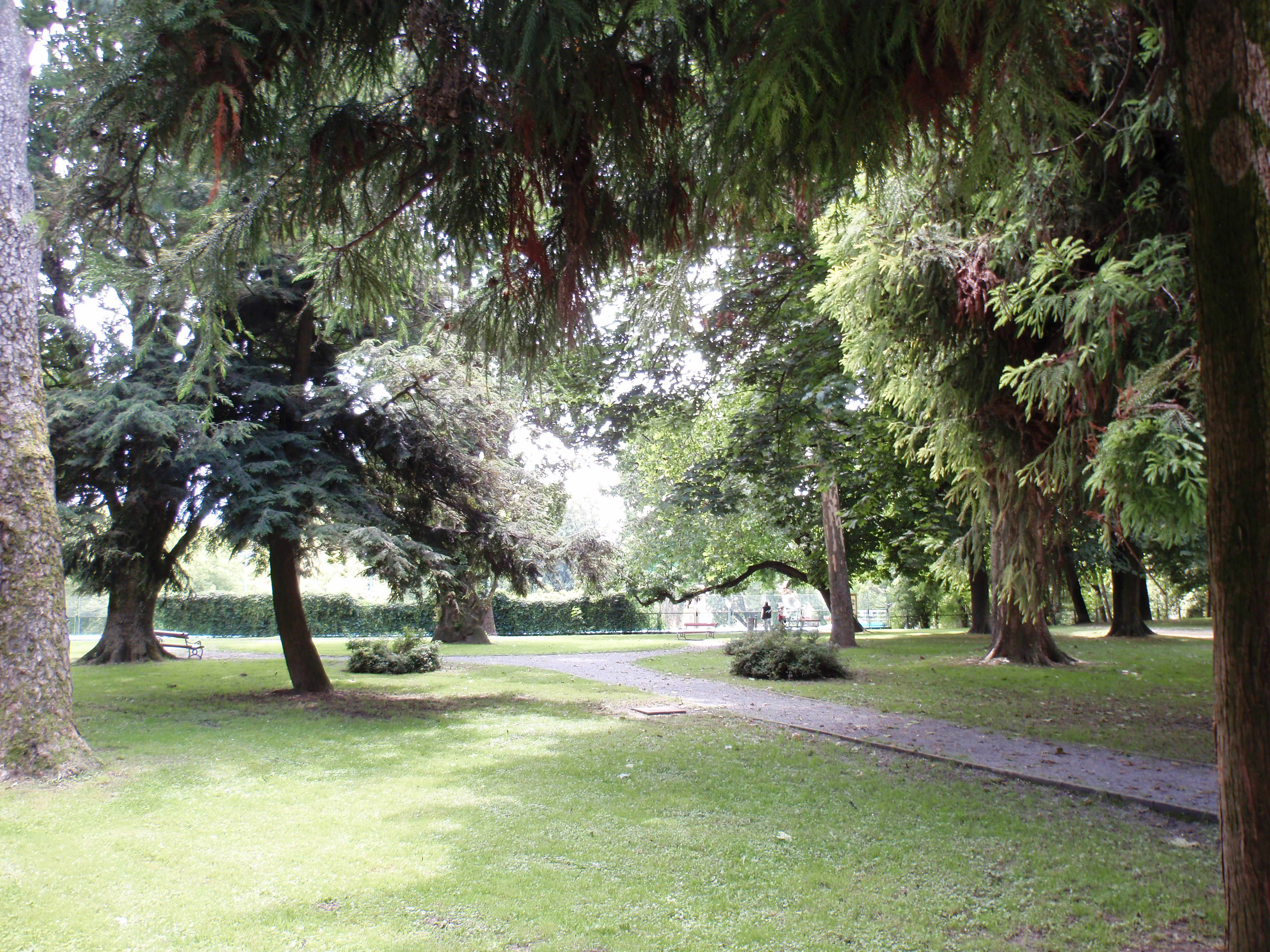
A városi park részlete

## Híres emberek
- Itt született Nagy Ferenc (1852–1928) jogász, jogtudós, politikus, az MTA tagja

## Testvérváros
Barcs, Magyarország

## Fordítás
Ez a szócikk részben vagy egészben  a   Virovitica című horvát Wikipédia-szócikk ezen változatának fordításán alapul.  Az eredeti cikk szerkesztőit annak laptörténete sorolja fel. Ez a jelzés csupán a megfogalmazás eredetét és a szerzői jogokat jelzi, nem szolgál a cikkben szereplő információk forrásmegjelöléseként.